# Liste der italienischen Lokomotiven und Triebwagen
Diese Liste enthält eine Übersicht über die Lokomotiven und Triebwagen der italienischen Eisenbahnen.

## Lokomotiven und Triebwagen der Ferrovie dello Stato

### Dampflokomotiven
| Normalspur – Schlepptenderlokomotiven | Normalspur – Schlepptenderlokomotiven | Normalspur – Schlepptenderlokomotiven | Normalspur – Schlepptenderlokomotiven | Normalspur – Schlepptenderlokomotiven | Normalspur – Schlepptenderlokomotiven | Normalspur – Schlepptenderlokomotiven                      |
| Gruppe                                | Bahnnummer(n)                         | Bahnnummer(n)                         | Herkunft                              | Baujahr                               | Bauart                                | Bemerkungen                                                |
| Gruppe                                | bis 1919                              | ab 1919                               | Herkunft                              | Baujahr                               | Bauart                                | Bemerkungen                                                |
| ------------------------------------- | ------------------------------------- | ------------------------------------- | ------------------------------------- | ------------------------------------- | ------------------------------------- | ---------------------------------------------------------- |
| 100                                   | 1001–1012                             | —                                     | RA 1, RM 7–14                         | 1863–1867                             | 1A1 n2                                |                                                            |
| 102                                   | 1021–1028                             | —                                     | RA 3, RM 501–518                      | 1857–1858                             | 1A1 n2                                |                                                            |
| 103                                   | 1031–1035                             | —                                     | RM 519–538                            | 1851–1864                             | 1A1 n2                                |                                                            |
| 110I                                  | 1101–1105                             | —                                     | RM 2421–2426                          | 1863                                  | B1 n2                                 |                                                            |
| 110II                                 | —                                     | 110.001–004                           | CRFS 7–10                             | 1871                                  | B1 n2                                 |                                                            |
| 111                                   | 1111–1118                             | —                                     | RM 2707–2715                          | 1855, 1860                            | B1 n2                                 |                                                            |
| 112                                   | 1121–1128                             | —                                     | RM 2716–2732                          | 1853–1857                             | B1 n2                                 |                                                            |
| 113                                   | 1131–1155                             | —                                     | RM 2733–2773                          | 1854–1869                             | B1 n2                                 |                                                            |
| 114                                   | —                                     | 114.001–002                           | MÁV 239                               | 1872                                  | 1B n2                                 |                                                            |
| 116                                   | 1161–1165                             | —                                     | RM 2780–2785                          | 1860                                  | B1 n2                                 |                                                            |
| 117                                   | 1171–1176                             | —                                     | RM 2013–2018                          | 1861                                  | 1B n2                                 |                                                            |
| 118                                   | 1181–1187                             | —                                     | RM 2019–2026                          | 1859, 1865                            | 1B n2                                 |                                                            |
| 119I                                  | 1191–1199                             | —                                     | RA 10, RM 2101–2102                   | 1859                                  | 1B n2                                 | bis 1907 in der Gruppe 130                                 |
| 119II                                 | —                                     | 119.001                               | MÁV 238                               | 1873                                  | 1B n2                                 |                                                            |
| 120                                   | 1201–1356                             | —                                     | RA 42, RM 2053–2100, RS 1–50          | 1864–1875, 1884–1885                  | 1B n2                                 |                                                            |
| 121                                   | —                                     | 121.001                               | kkStB 23                              | 1872                                  | 1B n2                                 |                                                            |
| 122                                   | —                                     | 122.001–032                           | SB 18                                 | 1869–1873                             | 1B n2                                 |                                                            |
| 130                                   | 1301–1302                             | —                                     | RM 2101–2102                          | 1859                                  | 1B n2                                 | ab 1907 in der Gruppe 119I                                 |
| 131                                   | 1311–1337                             | —                                     | RA 40, RM 2028–2052                   | 1861–1875                             | 1B n2                                 | ab 1907 in der Gruppe 136                                  |
| 135                                   | 1351–1355                             | —                                     | RM 2103–2108                          | 1863                                  | 1B n2                                 | ab 1907 in der Gruppe 139                                  |
| 136                                   | 1361–1387                             | —                                     | RA 40, RM 2028–2052                   | 1861–1875                             | 1B n2                                 | bis 1907 in der Gruppe 131                                 |
| 139                                   | 1391–1395                             | —                                     | RM 2103–2108                          | 1863                                  | 1B n2                                 | bis 1907 in der Gruppe 135                                 |
| 140                                   | 1401–1470                             | —                                     | RA 25, RM 2109–2300                   | 1865–1871                             | 1B n2                                 |                                                            |
| 150                                   | 1501–1518                             | —                                     | RM 2401–2420                          | 1857–1858                             | 1B n2                                 |                                                            |
| 155                                   | 1551–1580                             | —                                     | RA 60                                 | 1865–1877                             | 1B n2                                 |                                                            |
| 158                                   | 1581–1589                             | —                                     | SV 1–9                                | 1876–1877                             | 1B n2                                 |                                                            |
| 160                                   | 1601–1607                             | —                                     | RM 2427–2434                          | 1863–1864                             | 1B n2                                 |                                                            |
| 161                                   | 1611–1612                             | —                                     | RM 2435–2440                          | 1863–1864                             | 1B n2                                 |                                                            |
| 162                                   | 1621–1624                             | —                                     | RM 2441–2444                          | 1863                                  | 1B n2                                 |                                                            |
| 163                                   | 1631–1633                             | —                                     | RM 2445–2448                          | 1862–1863                             | 1B n2                                 |                                                            |
| 164                                   | 1641–1665                             | —                                     | RA 100                                | 1872–1880                             | 1B n2                                 |                                                            |
| 170                                   | 1701–1773                             | 170.005…070                           | RM 1501–1573                          | 1873–1889                             | 1B n2                                 |                                                            |
| 180                                   | 1801–1804                             | —                                     | RM 2701–2706                          | 1854                                  | 1B n2                                 | bis 1907 in der Gruppe 190I                                |
| 181I                                  | 1811–1813                             | —                                     | RM 2775–2779                          | 1854                                  | 1B n2                                 | bis 1907 in der Gruppe 191                                 |
| 181II                                 | —                                     | 181.001–004                           | CRFS 21–24                            | ?                                     | 1B n2                                 |                                                            |
| 182I                                  | 1821–1823                             | —                                     | RM 2786–2789                          | 1858                                  | 1B n2                                 | bis 1907 in der Gruppe 192                                 |
| 182II                                 | —                                     | 182.001–006                           | CRFS 25–30                            | 1881–1883                             | C n2                                  |                                                            |
| 183                                   | 1831–1842                             | —                                     | RA 105                                | 1865–1872                             | 1B n2                                 |                                                            |
| 185                                   | 1851–1891                             | 185.037                               | RA 310                                | 1865–1872                             | C n2                                  | bis 1907 in der Gruppe 210                                 |
| 186                                   | —                                     | 186.001–010                           | CRFS 31–40                            | 1881–1883                             | C n2                                  |                                                            |
| 187                                   | —                                     | 187.001–004                           | MÁV 326.0                             | 1883–1896                             | C n2                                  |                                                            |
| 190I                                  | 1901–1904                             | —                                     | RM 2701–2706                          | 1854                                  | 1B n2                                 | ab 1907 in der Gruppe 180                                  |
| 190II                                 | 1901–1997                             | 190.042…078                           | RM 3701–3730, RS 101–200              | 1874–1884                             | C n2                                  | bis 1907 in der Gruppe 200I                                |
| 191                                   | 1911–1913                             | —                                     | RM 2775–2779                          | 1854                                  | 1B n2                                 | ab 1907 in der Gruppe 181I                                 |
| 192                                   | 1921–1923                             | —                                     | RM 2786–2789                          | 1858                                  | 1B n2                                 | ab 1907 in der Gruppe 182I                                 |
| 193                                   | —                                     | 193.001–026                           | SB 29                                 | 1862–1867                             | C n2                                  |                                                            |
| 194                                   | —                                     | 194.001–003                           | kkStB 34                              | 1868–1870                             | C n2                                  |                                                            |
| 195                                   | —                                     | 195.001–005                           | kkStB 35                              | 1868–1871                             | C n2                                  |                                                            |
| 196                                   | —                                     | 196.001                               | kkStB 135                             | 1872                                  | C n2                                  |                                                            |
| 197                                   | —                                     | 197.001–025                           | SB 27                                 | 1856–1857                             | C n2                                  |                                                            |
| 198                                   | —                                     | 198.001                               | kkStB 32                              | 1875                                  | C n2                                  |                                                            |
| 200I                                  | 2001–2097                             | —                                     | RM 3701–3730, RS 101–200              | 1874–1884                             | C n2                                  | ab 1907 in der Gruppe 190II                                |
| 200II                                 | 2001–2056                             | 200.014…055                           | RA 315                                | 1861–1882                             | C n2                                  |                                                            |
| 201                                   | —                                     | 201.001                               | MÁV 326.1                             | 1884                                  | C n2                                  |                                                            |
| 206                                   | 2061–2124                             | 206.002…063                           | RA 330                                | 1882–1887                             | C n2                                  |                                                            |
| 207                                   | —                                     | 207.001                               | BEB IIIa                              | 1888                                  | C n2                                  |                                                            |
| 208                                   | —                                     | 208.001                               | ATE IIb                               | 1885                                  | C n2                                  |                                                            |
| 209                                   | —                                     | 209.001                               | MÁV 340                               | 1877                                  | C n2                                  |                                                            |
| 210                                   | 2101–2141                             | —                                     | RA 310                                | 1864–1872                             | C n2                                  | ab 1907 in der Gruppe 185                                  |
| 211                                   | —                                     | 211.001–003                           | MÁV 335                               | 1870–1878                             | C n2                                  |                                                            |
| 212                                   | —                                     | 212.001                               | MÁV 358                               | 1872                                  | C n2                                  |                                                            |
| 215                                   | 2151–2544                             | 215.003…394                           | RA 390, RM 3201–3550                  | 1864–1891                             | C n2                                  |                                                            |
| 216                                   | —                                     | 216.001–015                           | CRFS 41–55                            | 1900–1912                             | 1´C n2v                               |                                                            |
| 217                                   | —                                     | 217.001                               | kkStB 54                              | 1884                                  | C n2                                  |                                                            |
| 218                                   | —                                     | 218.001                               | kkStB 53                              | 1895                                  | C n2                                  |                                                            |
| 219                                   | —                                     | 219.001                               | kkStB 50                              | 1873                                  | C n2                                  |                                                            |
| 221                                   | —                                     | 221.001                               | kkStB 38                              | 1868                                  | C n2                                  |                                                            |
| 222                                   | —                                     | 222.001–010                           | kkStB 47                              | 1867–1884                             | C n2                                  |                                                            |
| 223                                   | —                                     | 222.001–002                           | kkStB 48                              | 1885–1888                             | C n2                                  |                                                            |
| 224                                   | —                                     | 224.001                               | kkStB 155                             | 1895                                  | C n2                                  |                                                            |
| 255                                   | 2551–2556                             | —                                     | RM 3761–3766                          | 1873–1890                             | C n2v                                 | bis 1907 in der Gruppe 300                                 |
| 260                                   | 2601–2624                             | 260.001–024                           | RM 3551–3600                          | 1900                                  | C n2                                  |                                                            |
| 261                                   | —                                     | 261.001–018                           | kkStB 56                              | 1889, 1892, 1895                      | C n2                                  |                                                            |
| 262                                   | —                                     | 262.001–002                           | kkStB 55                              | 1889–1893                             | C n2                                  |                                                            |
| 265                                   | 2651–2680                             | 265.015…024                           | RM 3731–3760                          | 1872–1879                             | C n2                                  |                                                            |
| 268                                   | 2681–2690                             | —                                     | RA 305                                | 1877–1879                             | C n2                                  |                                                            |
| 269                                   | 2691–2696                             | —                                     | RS 251–256                            | 1883                                  | C n2                                  |                                                            |
| 270                                   | 2701–2830                             | 270.001…130                           | RA 350                                | 1888–1891                             | C n2                                  |                                                            |
| 271                                   | —                                     | 271.001–003                           | KPEV G 3                              | 1890–1891                             | C n2                                  |                                                            |
| 272                                   | —                                     | 272.001–010                           | KPEV G 4                              | 1891–1899                             | C n2/n2v                              |                                                            |
| 290                                   | 2901–29338                            | 290.001–338                           | RA 350 bis                            | 1889–1913                             | C n2                                  |                                                            |
| 291                                   | —                                     | 291.001–010                           | SB 32b                                | 1884–1891                             | C n2                                  |                                                            |
| 292                                   | —                                     | 292.001–035                           | SB 32c                                | 1884–1900                             | C n2                                  |                                                            |
| 293                                   | —                                     | 293.001–006                           | ex WD GWR-Klasse 2301                 | 1885–1890                             | C n2                                  |                                                            |
| 300                                   | 3001–3006                             | —                                     | RM 3761–3766                          | 1873–1890                             | C n2                                  | ab 1907 in der Gruppe 255                                  |
| 310                                   | 3101–3169                             | 310.001–069                           | RM 3801–3900                          | 1894–1901                             | C n2v                                 |                                                            |
| 320                                   | 3201–3401                             | 320.001–201                           | RM 3601–3700                          | 1904–1908                             | C n2v                                 |                                                            |
| 380                                   | 3801–3850                             | 380.002…050                           | Midland Kirtley-Goods-Klasse          | 1870–1874                             | C n2                                  |                                                            |
| 385                                   | 3851–3869                             | 385.004…019                           | FSO 1–20                              | 1880–1895                             | C n2                                  |                                                            |
| 388                                   | 3881–3883                             | 388.001–003                           | FSO 35–37                             | 1886, 1901                            | C n2                                  |                                                            |
| 390                                   | 3901–3909                             | —                                     | RM 3901–3909                          | 1862                                  | C n2                                  |                                                            |
| 391                                   | 3911–3938                             | —                                     | RM 3910–3937                          | 1863–1871                             | C n2                                  |                                                            |
| 394                                   | 3941–3944                             | —                                     | RM 3938–3941                          | 1858–1861                             | C n2                                  |                                                            |
| 395                                   | 3951–3955                             | —                                     | RA 300                                | 1857–1858                             | C n2                                  |                                                            |
| 396                                   | 3961–3965                             | —                                     | RM 3942–3947                          | 1860                                  | C n2                                  |                                                            |
| 397                                   | 3971–3973                             | —                                     | RM 3948–3951                          | 1859                                  | C n2                                  |                                                            |
| 400                                   | 4001–4020                             | —                                     | RM 4001–4020                          | 1861–1866, 1871                       | D n2                                  |                                                            |
| 410                                   | 4101–4125                             | 410.001–025                           | RS 301–325                            | 1892–1901                             | D n2                                  |                                                            |
| 420                                   | 4201–4493                             | 420.001…293                           | RA 48, RM 4201–4500                   | 1873–1905                             | D n2                                  |                                                            |
| 421                                   | —                                     | 421.001–049                           | KPEV G 7                              | 1896–1916                             | D n2/n2v                              |                                                            |
| 422                                   | —                                     | 422.001–023                           | KPEV G 8                              | 1896–1913                             | D h2                                  |                                                            |
| 423                                   | —                                     | 423.001–021                           | SB 35d                                | 1883–1897                             | D n2                                  |                                                            |
| 424                                   | —                                     | 424.001–025                           | kkStB 73                              | 1885–1909                             | D n2                                  |                                                            |
| 425                                   | —                                     | 425.001                               | kkStB 274                             | 1916                                  | D n2                                  |                                                            |
| 450                                   | 4501–4508                             | 450.001–008                           | RA 450                                | 1883                                  | D n2                                  |                                                            |
| 451                                   | 4511–4582                             | 451.001–072                           | RA 450 bis                            | 1887–1890                             | D n2                                  |                                                            |
| 452                                   | —                                     | 452.001–020                           | SB 35a                                | 1871–1872                             | D n2                                  |                                                            |
| 453                                   | —                                     | 453.001–008                           | SB 35b                                | 1872–1873                             | D n2                                  |                                                            |
| 454                                   | —                                     | 454.001–002                           | SB 35c                                | 1872                                  | D n2                                  |                                                            |
| 455                                   | —                                     | 455.001–009                           | SB 34                                 | 1867                                  | D n2                                  |                                                            |
| 460                                   | —                                     | 460.001–045                           | KPEV G 8.1                            | 1913–1918                             | D h2                                  |                                                            |
| 470                                   | 4701–47143                            | 470.001–143                           | FS Neubau                             | 1907–1912                             | E n4v                                 |                                                            |
| 471                                   | —                                     | 471.002…142 471.201…343               | FS Umbau                              | 1918–1929 1918–1954                   | E h4v                                 | Umbau aus der Gruppe 470 Umbau aus den Gruppen 470 und 472 |
| 472                                   | —                                     | 472.001…143                           | FS Umbau                              | 1918–1929                             | E h4v                                 | Umbau aus der Gruppe 470                                   |
| 473                                   | —                                     | 473.001–009                           | KPEV G 10                             | 1914–1918                             | E h2                                  |                                                            |
| 474                                   | —                                     | 474.001                               | KSächsStsEB XI HV                     | 1913–1918                             | E h2v                                 |                                                            |
| 475                                   | —                                     | 475.001–029                           | kkStB 80                              | 1909–1915                             | E h2v                                 |                                                            |
| 476                                   | —                                     | 476.001–072                           | kkStB 80.900, SB 80                   | 1913–1918                             | E h2                                  |                                                            |
| 477                                   | —                                     | 477.001–077                           | kkStB 180, SB 180                     | 1901–1909                             | E n2v                                 |                                                            |
| 478                                   | —                                     | 478.001–005                           | SB 280                                | 1908–1911                             | 1´E n4v                               |                                                            |
| 479                                   | —                                     | 479.001–009                           | kkStB 380                             | 1909–1912                             | 1´E h4v                               |                                                            |
| 480                                   | —                                     | 480.001–018                           | FS Neubau                             | 1922                                  | 1´E h2                                |                                                            |
| 482                                   | —                                     | 482.001–010                           | SB 580                                | 1912–1920                             | 1´E h2                                |                                                            |
| 499I                                  | 4991–4996                             | —                                     | RM 2001–2012                          | 1853–1860                             | 2´B n2                                |                                                            |
| 499II                                 | —                                     | 499.001                               | CFR 486                               | 1893                                  | 1B1 n2                                |                                                            |
| 500                                   | 5001–5018                             | 500.001…018                           | RS 51–100                             | 1888, 1895                            | 2´B n2                                |                                                            |
| 510                                   | 5101–5242                             | 510.001…142                           | RM 1001–1400                          | 1878–1895                             | 2´B n2                                |                                                            |
| 512                                   | —                                     | 512.001–020                           | SB 19                                 | 1870–1873                             | 2´B n2                                |                                                            |
| 513                                   | —                                     | 513.001–007                           | SB 16b                                | 1885–1888                             | 2´B n2                                |                                                            |
| 530                                   | 5301–5372                             | 530.004…071                           | RA 150                                | 1881–1886                             | 2´B n2                                | bis 1907 in der Gruppe 540I                                |
| 540I                                  | 5401–5472                             | —                                     | RA 150                                | 1881–1886                             | 2´B n2                                | ab 1907 in der Gruppe 530                                  |
| 540II                                 | 5401–5418                             | 540.001…018                           | RA 170                                | 1882–1883                             | 2´B n2                                |                                                            |
| 542                                   | —                                     | 542.001–006                           | SB 17b                                | 1884–1889                             | 2´B n2                                |                                                            |
| 543                                   | —                                     | 543.001–012                           | kkStB 4                               | 1880–1897                             | 2´B n2                                |                                                            |
| 545                                   | 5451–5496                             | 545.001…046                           | RA 180 (1801–1846)                    | 1887–1891                             | 2´B n2                                |                                                            |
| 550                                   | 5501–5518                             | 550.001–018                           | RA 180 (1847–1864)                    | 1896–1898                             | 2´B n2                                |                                                            |
| 552                                   | 5521–5556                             | 552.001–036                           | RA 180 bis                            | 1890, 1900–1901                       | 2´B n2                                |                                                            |
| 553                                   | —                                     | 553.001–002                           | KPEV S 6                              | 1908–1913                             | 2´B h2                                |                                                            |
| 554                                   | —                                     | 554.001                               | kkStB 106                             | 1902                                  | 2´B n2v                               |                                                            |
| 555                                   | —                                     | 555.001–015                           | SB 206                                | 1905–1908                             | 2´B n2v                               |                                                            |
| 556                                   | —                                     | 556.001                               | MÁV 220                               | 1896                                  | 2´B n2                                |                                                            |
| 560                                   | 5601–5631                             | 560.001…031                           | RM 1701–1800                          | 1889–1900                             | 2´B n2                                |                                                            |
| 600                                   | 6001–6248                             | 600.001–248                           | RA 380, FS Neubau, SIFV 21–22         | 1904–1908                             | 1´C n2v                               |                                                            |
| 601                                   | —                                     | 601.168                               | FS Umbau                              | 1927                                  | 1´C h2v                               | Umbau aus der Gruppe 600                                   |
| 603                                   | —                                     | 603.001–022                           | KPEV G 5                              | ?                                     | 1´C n2/n2v                            |                                                            |
| 604                                   | —                                     | 604.001–062                           | kkStB 60                              | 1895–1913                             | 1´C n2v                               |                                                            |
| 605                                   | —                                     | 605.001–002                           | kkStB 160                             | 1910                                  | 1´C h2                                |                                                            |
| 606                                   | —                                     | 606.001                               | kkStB 360                             | 1904                                  | 1´C n2v                               |                                                            |
| 607                                   | —                                     | 607.001–003                           | kkStB 560                             | 1900, 1902, 1906                      | 1´C n2/n2v                            |                                                            |
| 623                                   | —                                     | 623.014…186 623.317…483               | FS Umbau                              | 1952–1953                             | 1´C h2                                | Umbau aus der Gruppe 625                                   |
| 625                                   | 62501–62608 —                         | 625.001–188 625.301…483               | FS Neubau FS Umbau                    | 1910–1923 1929–1933                   | 1´C h2                                | Umbau aus der Gruppe 600                                   |
| 626                                   | —                                     | 626.001–009                           | KPEV P 6                              | 1906–1909                             | 1´C h2                                |                                                            |
| 630                                   | 6301–6400                             | 630.001–100                           | FS Neubau                             | 1906–1908                             | 1´C n2v                               |                                                            |
| 640I                                  | 6401–6480                             | —                                     | FS Neubau                             | 1907–1909                             | 1´C1´ h4                              | ab 1907 in der Gruppe 680                                  |
| 640II                                 | 64001–64169 —                         | 640.001–169 640.170–173 640.305…379   | FS Neubau SFB 641–644 FS Umbau        | 1907–1911 1924, 1928 1929–1931        | 1´C h2                                | Umbau aus der Gruppe 630                                   |
| 645                                   | 64501–64524                           | 645.001–024                           | CFR 1293–1316                         | 1917–1918                             | 1´C n2                                | von der CFR bestellt, von der FS neu ab Werk übernommen    |
| 650                                   | 6501–6555                             | 650.003…055                           | RM 3001–3055                          | 1884–1896                             | 2´C n2                                |                                                            |
| 652                                   | —                                     | 652.001–012                           | SB 32f                                | 1896–1898                             | 2´C n2                                |                                                            |
| 653                                   | —                                     | 653.001–003                           | SB 109                                | 1909–1913                             | 2´C h2                                |                                                            |
| 656                                   | 6561–6585                             | 656.002…025                           | RM 3061–3100                          | 1898, 1901                            | 2´C n2v                               |                                                            |
| 660                                   | 6601–6651                             | 660.001–051                           | RM 3101–3200                          | 1900–1904                             | 2´C n2v                               |                                                            |
| 666                                   | 6661–6670                             | 666.001–010                           | FS Neubau                             | 1907                                  | 2´C n4v                               |                                                            |
| 670                                   | 6701–6743                             | 670.001–043                           | RA 5001–6943                          | 1900–1906                             | 2´C n4v                               | bis 1907 in der Gruppe 690I                                |
| 671                                   | —                                     | 671.002…041                           | FS Umbau                              | 1919–1930                             | 2´C h4v                               | Umbau aus der Gruppe 670                                   |
| 672                                   | —                                     | 672.001                               | FS Umbau                              | 1936                                  | 2´C h4v                               | Umbau aus der Gruppe 670                                   |
| 675                                   | —                                     | 675.001–025                           | KPEV P 8                              | 1908–1918                             | 2´C h2                                |                                                            |
| 676                                   | —                                     | 676.001                               | KPEV S 10                             | 1914                                  | 2´C h4                                |                                                            |
| 677                                   | —                                     | 677.001                               | KPEV S 10.2                           | 1915                                  | 2´C h3                                |                                                            |
| 680                                   | 6801–68149 68150–68151                | 680.001…149 —                         | FS Neubau                             | 1907–1909 1909, 1911                  | 1´C1´ h4                              | bis 1907 in der Gruppe 640I später 681.150–151             |
| 681                                   | —                                     | 681.001...149 681.150–151             | FS Umbau FS Neubau                    | 1907–1909 1909, 1911                  | 1´C1´ h4                              | Umbau aus der Gruppe 680 früher 680.150–151                |
| 682                                   | —                                     | 682.010...135                         | FS Umbau                              | 1919–1925                             | 1´C1´ h4                              | Umbau aus der Gruppe 680                                   |
| 683I                                  | —                                     | 683.001–014                           | MÁV 324                               | 1916–1918                             | 1´C1´ h2                              |                                                            |
| 683II                                 | —                                     | 683.965....981                        | FS Umbau                              | 1940–1941                             | 1´C1´ h4                              | Umbau aus der Gruppe 685                                   |
| 685                                   | 68501–68606                           | 685.001–241                           | FS Umbau                              | 1912–1913                             | 1´C1´ h4                              | Umbau aus den Gruppen 680 und 686                          |
| 686                                   | —                                     | 668.001–004 686.005–034               | FS Umbau FS Neubau                    | 1926–1928                             | 1´C1´ h4                              |                                                            |
| 687                                   | —                                     | 687.001–007                           | kkStB 329                             | 1908–1909                             | 1´C1´ n2v                             |                                                            |
| 688                                   | —                                     | 688.001–028                           | kkStB 429                             | 1912–1916                             | 1´C1´ h2v/h2                          |                                                            |
| 690I                                  | 6901–6943                             | —                                     | RA 500                                | 1900–1906                             | 2´C n4v                               | ab 1907 in der Gruppe 670                                  |
| 690II                                 | 69001–69033                           | 690.001–033                           | FS Neubau                             | 1911, 1914                            | 2´C1´ h4                              |                                                            |
| 691                                   | –                                     | 691.001–033                           | FS Umbau                              | 1928–1934                             | 2´C1´ h4                              | Umbau aus der Gruppe 690II                                 |
| 720                                   | 7201–7210                             | 720.001–010                           | FS Neubau                             | 1906                                  | 1´D n2                                |                                                            |
| 728                                   | —                                     | 728.001–035                           | kkStB 270                             | 1920–1921                             | 1´D h2                                |                                                            |
| 729                                   | —                                     | 729.001–116                           | kkStB 170, SB 170                     | 1918, 1924–1925                       | 1´D n2v                               |                                                            |
| 730                                   | 7301–73190                            | 730.001–190                           | FS Neubau                             | 1906–1910                             | 1´D n2v                               |                                                            |
| 735                                   | —                                     | 735.001–393                           | FS Neubau                             | 1917–1922                             | 1´D h2                                |                                                            |
| 736                                   | —                                     | 736.001–248                           | ex USATC-Klasse S 160                 | 1940                                  | 1´D h2                                |                                                            |
| 737                                   | —                                     | 737.001–015                           | ex WD LMS-Klasse 8F                   | 1936–1941                             | 1´D h2                                |                                                            |
| 740                                   | 74001–74202                           | 740.001–439, 439–470                  | FS Neubau                             | 1911–1922                             | 1´D h2                                |                                                            |
| 741                                   | —                                     | 741.003...490                         | FS Umbau                              | 1953-1960                             | 1´D h2                                | Umbau aus der Gruppe 740                                   |
| 743I                                  | —                                     | 743.001–025                           | FS Neubau                             | 1928                                  | 1´D h2                                | später 744.100                                             |
| 743II                                 | —                                     | 743.001...467                         | FS Umbau                              | 1937-1950                             | 1´D h2                                | Umbau aus der Gruppe 740                                   |
| 744                                   | —                                     | 744.001–025 744.101–125               | FS Neubau                             | 1928                                  | 1´D h2                                | früher 743I                                                |
| 745                                   | 74501–74512                           | 745.001–073                           | FS Neubau                             | 1913–1923                             | 1´D h2                                |                                                            |
| 746                                   | —                                     | 746.001–050 746.101–110               | FS Neubau                             | 1923, 1926–1927 1926–1927             | 1´D1´ h4v                             | bis 1929 747I                                              |
| 747I                                  | —                                     | 747.001–010                           | FS Neubau                             | 1926–1927                             | 1´D1´ h4v                             | ab 1929 746.100                                            |
| 747II                                 | —                                     | 747.001–030                           | ex WD USATC-Klasse S 200              | 1942                                  | 1´D1´ h4v                             |                                                            |
| 750                                   | 7501–7540                             | 750.001–030                           | RM 4501–4530, FS Nachbau              | 1902, 1906                            | 2´D n2v                               |                                                            |

| Normalspur – Tenderlokomotiven | Normalspur – Tenderlokomotiven | Normalspur – Tenderlokomotiven | Normalspur – Tenderlokomotiven | Normalspur – Tenderlokomotiven | Normalspur – Tenderlokomotiven | Normalspur – Tenderlokomotiven                        |
| Gruppe                         | Bahnnummer(n)                  | Bahnnummer(n)                  | Herkunft                       | Baujahr                        | Bauart                         | Bemerkungen                                           |
| Gruppe                         | bis 1919                       | ab 1919                        | Herkunft                       | Baujahr                        | Bauart                         | Bemerkungen                                           |
| ------------------------------ | ------------------------------ | ------------------------------ | ------------------------------ | ------------------------------ | ------------------------------ | ----------------------------------------------------- |
| 800I                           | 8001–8002                      |                                | RM 5101, RM 5102–5105          | 1853, 1870                     | B                              |                                                       |
| 800II                          | 8001–8016                      | 800.001–016                    |                                | 1907                           | B                              | Umbau aus den Gruppen 60 und 85                       |
| 801                            | 8011–8018                      |                                | RA 210, RM 6001–6002           | 1880, 1883                     | B                              |                                                       |
| 802I                           | 8021 8022–8023                 |                                | RM 6003 SV 21–26               | 1885 1878                      | B1                             |                                                       |
| 802II                          | –                              | 802.001–002                    | SB 3c                          | 1888                           | B                              |                                                       |
| 803I                           | 8031–8036                      | 803.001–006                    | RM 6004–6009                   | 1883                           | B1                             |                                                       |
| 803II                          | –                              | 803.001–003                    | SB 3b1                         | 1890–1892                      | B                              |                                                       |
| 804                            | 8041–8047                      |                                | RM 6041–6047                   | 1883–1884                      | 1B                             |                                                       |
| 805                            | 8051–8084 80535–80546          |                                | RA 220, RM 6101–6130 –         | 1883–1891 1910–1911            | 1B                             |                                                       |
| 806                            | –                              | 806.001                        | ?                              | 1909                           | B1                             | Kranlokomotive                                        |
| 809                            | –                              | 809.001–004                    | kkStB 88                       | 1883–1885                      | B                              |                                                       |
| 810I                           | 8101–8113                      |                                | RM 6010–6022                   | 1854–1855                      | 1B                             | bis 1907 in der Gruppe 815I                           |
| 810II                          | 81001                          |                                |                                | 1915                           | B1                             | Umbau aus der Gruppe 60                               |
| 811                            | –                              | 811.001                        | SV 23                          | 1878                           | B1                             |                                                       |
| 812                            | 8121–8127                      | 812.001–007                    | RM 6701–6707                   | 1884–1888                      | C                              | bis 1907 in der Gruppe 820I                           |
| 813                            | 8131–8142                      | 813.001–012                    | RA 230                         | 1885, 1904                     | C                              | bis 1907 in der Gruppe 821I                           |
| 814                            | –                              | 814.001–002                    | SB 4                           | 1880–1881                      | B1                             |                                                       |
| 815I                           | 8151–8163                      | –                              | RM 6010–6022                   | 1854–1855                      | 1B                             | ab 1907 in der Gruppe 810I                            |
| 815II                          | 8151–8152                      | –                              | RM 5201–5204                   | 1853–1854                      | C                              | bis 1907 in der Gruppe 823                            |
| 815III                         | 81501                          |                                | FAL III                        | 1910                           | C                              |                                                       |
| 816                            | 8161–8198                      |                                | RA 240                         | 1881–1883                      | C                              | bis 1907 in der Gruppe 824                            |
| 817                            | 81701–81704                    |                                | SAO 1–4                        | 1907                           | C                              |                                                       |
| 818                            | –                              | 818.001                        | SV 221                         | 1878                           | B1                             |                                                       |
| 819                            | –                              | 819.001                        | SV 228                         | 1886                           | B1                             |                                                       |
| 820I                           | 8201–8207                      | –                              | RM 6701–6707                   | 1884–1888                      | C                              | ab 1907 in der Gruppe 812                             |
| 820II                          | –                              | 820.001                        | SV 237                         | 1889                           | B1                             |                                                       |
| 821I                           | 8211–8222                      | –                              | RA 230                         | 1885, 1904                     | C                              | ab 1907 in der Gruppe 813                             |
| 821II                          | 8211–8212                      |                                | FSO 22–23                      | 1881                           | C                              |                                                       |
| 822                            | –                              | 822.001–018                    | kkStB 97                       | 1879–1902                      | C                              |                                                       |
| 823                            | 8231–8232                      | –                              | RM 5201–5204                   | 1853–1854                      | C                              | ab 1907 in der Gruppe 815II                           |
| 824                            | 8241–8278                      | –                              | RA 240                         | 1881–1883                      | C                              | ab 1907 in der Gruppe 816                             |
| 825                            | 8251–8262                      | –                              | RM 6501–6504, RS 351–358       | 1870, 1876–1877                | C                              | bis 1907 in der Gruppe 826I                           |
| 826I                           | 8261–8272                      | –                              | RM 6501–6504, RS 351–358       | 1870, 1876–1877                | C                              | ab 1907 in der Gruppe 825                             |
| 826II                          | –                              | 826.001–002                    | kkStB 394                      | 1891                           | C                              |                                                       |
| 827                            | 8271–8290                      |                                | RA 250                         | 1886–1892                      | C                              |                                                       |
| 828I                           | 8281–8286                      | –                              | RM 6801–6806                   | 1900                           | C                              | ab 1907 in der Gruppe 829                             |
| 828II                          | 8281                           | 828.001                        | FAL I                          | 1912                           | C                              |                                                       |
| 828III                         | –                              | 828.001–002                    | FBN 280                        | 1923, 1927                     | 2C                             |                                                       |
| 829                            | 8291–8296                      |                                | RM 6801–6806                   | 1900                           | C                              | bis 1907 in der Gruppe 828I                           |
| 830                            | 8301–8344                      |                                | RM 6807–6820                   | 1904, 1906                     | C                              |                                                       |
| 831                            | –                              | 831.001–004                    | USATC-Klasse S 100             | 1943                           | C                              |                                                       |
| 835                            | –                              | 835.001–370                    |                                | 1906–1922                      | C                              |                                                       |
| 842                            | –                              | 842.001–004                    | FBN 421–425                    | 1925                           | 1D                             |                                                       |
| 848                            | 8481–8482                      |                                | SV 31–32                       | 1877                           | C                              |                                                       |
| 849                            | 8491–8492                      |                                | SV 81–82                       | 1905                           | C                              |                                                       |
| 850I                           | 8501–8505                      |                                | RM 6505–6509                   | 1884                           | C                              |                                                       |
| 850II                          | –                              | 850.022                        | MMO 22                         | 1896                           | 2B                             | Versammlungsgruppe von der MMO                        |
| 851                            | 8511–8699 85290–86307          | 851.001–207                    | RA 270                         | 1898–1907                      | C                              |                                                       |
| 870                            | 8701–87167                     |                                | RA 280, SIFV 2–7, SNFT 1–3     | 1903–1909                      | C                              |                                                       |
| 871                            | –                              | 871.001–011                    | MÁV 377                        | 1885–1896                      | C                              |                                                       |
| 874I                           | ?                              | 874.001–003                    | FAL II                         | 1910                           | 1C                             |                                                       |
| 874II                          | ?                              | 874.001–003                    | SFB 321–324                    | 1910–1911                      | 1C                             |                                                       |
| 875                            | 87501–87617                    | 875.001–117                    |                                | 1912–1916                      | 1C                             |                                                       |
| 876                            | –                              | 876.001–005                    | kkStB 99                       | 1897–1906                      | 1C                             |                                                       |
| 877                            | –                              | 877.001–005                    | kkStB 199                      | 1908–1911                      | 1C                             |                                                       |
| 880I                           | 8801–8805                      | –                              | RA 200                         | 1864                           | C                              | ab 1907 in der Gruppe 898                             |
| 880II                          | ?                              | 880.001–060                    |                                | 1916–1922                      | 1C                             |                                                       |
| 880II                          |                                | 880.102–217                    |                                | 1931–1932                      | 1C                             | Umbau aus der Gruppe 875                              |
| 881                            | 8811–8814                      | –                              | RM 5301–5304                   | 1861–1862                      | C                              | ab 1907 in der Gruppe 899I                            |
| 882                            | 8821–8823                      | –                              | RA 201                         | 1861–1862                      | C                              | ab 1907 in der Gruppe 899I                            |
| 885                            | 8851–8866                      |                                |                                | 1906–1907                      | C                              |                                                       |
| 893                            | –                              | 893.001–012                    | kkStB 178                      | 1902–1914                      | C                              |                                                       |
| 894                            | 89401–89402                    |                                | FAL IV                         | 1911                           | D                              |                                                       |
| 895                            | 8951–89542 89601–89605         |                                |                                | 1908–1911 1910–1915            | D                              | – früher in der Gruppe 896I                           |
| 896I                           | 8961–8965                      |                                |                                | 1910–1915                      | D                              | später in der Gruppe 895                              |
| 896II                          | –                              | 896.001–030                    |                                | 1921–1922                      | D                              |                                                       |
| 897                            | –                              | 897.001–002                    | KPEV T 16.1                    | 1916                           | D                              |                                                       |
| 898                            | 8981–8985                      |                                | RA 200                         | 1864                           | C                              | bis 1907 in der Gruppe 880I                           |
| 899I                           | 8991–8994 8995–8997            |                                | RM 5301–5304 RA 201            | 1861–1862                      | D                              | bis 1907 in der Gruppe 881 bis 1907 in der Gruppe 882 |
| 899II                          | –                              | 899.001–008                    | kkStB 294                      | 1882–1905                      | C                              |                                                       |
| 900                            | 9001–9018                      |                                | RA 260                         | 1899                           | C1                             |                                                       |
| 902                            | 9021–9032                      |                                | RS 201–212                     | 1886–1887                      | 1C                             |                                                       |
| 904                            | –                              | 904.001–006                    | FSR 201–206                    | 1906                           | 1C                             |                                                       |
| 905                            | 9051–9074                      |                                |                                | 1908–1912                      | 1C                             |                                                       |
| 906                            | –                              | 906.001–010                    | FSR 301–310                    | 1910                           | 1C                             |                                                       |
| 910                            | 9101–9154                      |                                | RS 401–406                     | 1905–1908                      | 1C1                            |                                                       |
| 912                            | –                              | 912.001–005                    | kkStB 229                      | 1907–1910                      | 1C1                            |                                                       |
| 915                            | 9151–9156                      | –                              | RM 6901–6906                   | 1905                           | 2C2                            | ab 1907 in der Gruppe 950                             |
| 940                            | –                              | 940.001–050 940.051–053        | – SFB 941–943                  | 1922–1924                      | 1D1                            |                                                       |
| 950                            | 9501–9506                      |                                | RM 6901–6906                   | 1905                           | 2C2                            | bis 1907 in der Gruppe 915                            |
| 980                            | 9801–9812                      |                                |                                | 1911–1913                      | C                              | Zahnradlokomotive                                     |
| 981                            | –                              | 981.001–008                    |                                | 1922                           | C                              | Zahnradlokomotive                                     |
| 999                            | –                              | 999.001–?                      |                                |                                | C                              | Versammlungsgruppe von der FCP                        |

| Schmalspurlokomotiven | Schmalspurlokomotiven             | Schmalspurlokomotiven | Schmalspurlokomotiven | Schmalspurlokomotiven | Schmalspurlokomotiven | Schmalspurlokomotiven                         |
| Baureihe              | Bahnnummer(n)                     | Herkunft              | Baujahr               | Spurweite             | Bauart                | Bemerkungen                                   |
| --------------------- | --------------------------------- | --------------------- | --------------------- | --------------------- | --------------------- | --------------------------------------------- |
| P                     | P.1–3 P.4–9                       | kkStB P –             | 1911 1922             | 760 mm                | D1'                   | für die Lokalbahn Triest–Parenzo              |
| U                     | 4–42                              | kkStB U               | 1898–1909             | 760 mm                | C1'                   | für die Lokalbahn Triest–Parenzo              |
| R.201                 | R.201.1–3                         |                       | 1912–1913             | 950 mm                | B                     | anfangs Gruppe 10                             |
| R.202                 | R.202.1–2 R.202.01–05 R.202.06–11 |                       | 1914 1918 1937        | 950 mm                | B                     | anfangs Gruppe 15                             |
| R.300                 | R.300.01–02                       |                       | 1918                  | 950 mm                | 1'C                   |                                               |
| R.301                 | R.301.01–33                       |                       | 1912–1914             | 950 mm                | 1'C                   | anfangs Gruppe 30                             |
| R.302                 | R.302.01–22 R.302.23–35           |                       | 1912–1927             | 950 mm                | 1'C                   | Umbau aus der Gruppe R.301                    |
| R.305                 | R.305.1–4                         | PCC 14–17             | 1911–1912             | 950 mm                | 1'C                   |                                               |
| R.306                 | R.306.1–2                         | PCC 9–10              | 1907                  | 950 mm                | 1'C                   |                                               |
| R.310                 | R.310.001–003                     | kukHB 3000            | 1916, 1926            | 760 mm                | C                     | für die Fleimstalbahn und Grödner Bahn        |
| R.370                 | R.370.001–048                     |                       | 1911–1929             | 950 mm                | C                     | Zahnradlokomotive, anfangs Gruppe 40          |
| R.401                 | R.401.001–012                     |                       | 1908                  | 950 mm                | D                     | anfangs Gruppe 20                             |
| R.402                 | R.402.001...009                   |                       | 1939–1943             | 950 mm                | D1'                   | Umbau aus der Gruppe P                        |
| R.410                 | R.410.001–007                     | kukHB 4151–4157       | 1916                  | 760 mm                | D                     | für die Grödner Bahn                          |
| R.440                 | R.440.1–29                        |                       | 1907, 1911–1922, 1931 | 950 mm                | (B')B                 | Mallet-Lokomotive; anfangs Gruppen II und III |
| R.441                 | R.441.25–40                       |                       | 1933, 1936            | 950 mm                | (B')B                 | Mallet-Lokomotive                             |
| R.442                 | R.442.53–61                       |                       | 1938–1939             | 950 mm                | (B')B                 | Mallet-Lokomotive                             |
| R.443                 | R.443.01–05                       |                       | 1922                  | 950 mm                | D                     | anfangs Gruppe IV                             |
| R.600                 | 6001–6046                         | kukHB 6001–6046       | 1916                  | 760 mm                | (1'C)C                | Mallet-Lokomotive; für die Fleimstalbahn      |

Quelle: Giovanni Cornolò, Locomotive a vapore FS, Albertelli 1989. ISBN 88-85909-91-4

### Elektrolokomotiven
| Akkumulatorlokomotiven | Akkumulatorlokomotiven | Akkumulatorlokomotiven | Akkumulatorlokomotiven | Akkumulatorlokomotiven                              |
| Gruppe                 | Bahnnummer(n)          | Baujahr                | Bauart                 | Bemerkungen                                         |
| ---------------------- | ---------------------- | ---------------------- | ---------------------- | --------------------------------------------------- |
| E.421                  | E.421.1                | 1921                   | Bo'Bo'                 | Rangierlokomotive; Einsatz: Bahnhof Milano Centrale |

| Lokomotiven für Gleichstrom 650 V, Stromschiene | Lokomotiven für Gleichstrom 650 V, Stromschiene | Lokomotiven für Gleichstrom 650 V, Stromschiene | Lokomotiven für Gleichstrom 650 V, Stromschiene | Lokomotiven für Gleichstrom 650 V, Stromschiene | Lokomotiven für Gleichstrom 650 V, Stromschiene | Lokomotiven für Gleichstrom 650 V, Stromschiene |
| Gruppe                                          | Bahnnummer(n)                                   | Herkunft                                        | Baujahr                                         | Bauart                                          | Einsatz                                         | Bemerkungen                                     |
| ----------------------------------------------- | ----------------------------------------------- | ----------------------------------------------- | ----------------------------------------------- | ----------------------------------------------- | ----------------------------------------------- | ----------------------------------------------- |
| E.220                                           | E.220.001                                       | RM 0201                                         | 1912                                            | Bo'                                             | Ferrovie Varesine                               |                                                 |
| E.320                                           | E.320.001–005                                   | RM 0321–0325                                    | 1912                                            | 1'C1'                                           | Ferrovie Varesine                               |                                                 |
| E.321                                           | E.321.001–017                                   |                                                 | 1923, 1927                                      | 1'C1'                                           | Ferrovie Varesine, Metropolitana von Neapel     |                                                 |
| E.420                                           | E.420.001                                       | RM 0141                                         | 1901                                            | Bo'Bo'                                          | Ferrovie Varesine, Ferrovia Cumana              |                                                 |
| E.620                                           | E.620.001–005                                   |                                                 | 1925                                            | Co'Co'                                          | Ferrovie Varesine, Metropolitana von Neapel     |                                                 |

| Lokomotiven für Drehstrom 3,6 kV 16,7 Hz | Lokomotiven für Drehstrom 3,6 kV 16,7 Hz | Lokomotiven für Drehstrom 3,6 kV 16,7 Hz | Lokomotiven für Drehstrom 3,6 kV 16,7 Hz | Lokomotiven für Drehstrom 3,6 kV 16,7 Hz | Lokomotiven für Drehstrom 3,6 kV 16,7 Hz    |
| Gruppe                                   | Bahnnummer(n)                            | Herkunft                                 | Baujahr                                  | Bauart                                   | Bemerkungen                                 |
| ---------------------------------------- | ---------------------------------------- | ---------------------------------------- | ---------------------------------------- | ---------------------------------------- | ------------------------------------------- |
| E.330                                    | E.330.001–016                            |                                          | 1914                                     | 1'C1'                                    | anfangs 0301–0316                           |
| E.331                                    | E.331.001–018                            |                                          | 1916–1920                                | 2'C2'                                    |                                             |
| E.332                                    | E.332.001–006                            |                                          | 1917                                     | 2'C2'                                    |                                             |
| E.333                                    | E.333.001–040                            |                                          | 1923–1925                                | 1'C1'                                    |                                             |
| E.360                                    | E.360.001–003                            | RA 36                                    | 1904                                     | 1'C1'                                    | anfangs 0361–0363                           |
| E.380                                    | E.380.001–004                            | RA 38                                    | 1904                                     | 1'C1'                                    | anfangs 381–384                             |
| E.390                                    | E.390.001–002                            |                                          | 1912–1913                                | 1'C1'                                    | Umbau aus der Gruppe E.380; anfangs 391–392 |
| E.430                                    | E.430.001–002                            | RA 34                                    | 1901                                     | Bo'Bo'                                   | anfangs 0341–0342                           |
| E.431                                    | E.431.001–037                            |                                          | 1922–1925                                | 1'D1'                                    |                                             |
| E.432                                    | E.432.001–040                            |                                          | 1928–1929                                | 1'D1'                                    |                                             |
| E.550                                    | E.550.001–186                            |                                          | 1908–1921                                | E                                        | anfangs 0501–0585                           |
| E.551                                    | E.551.001–183                            |                                          | 1921–1925                                | E                                        |                                             |
| E.552                                    | E.552.001–015                            |                                          | 1922–1923                                | E                                        |                                             |
| E.554                                    | E.554.001–183                            |                                          | 1928–1930                                | E                                        |                                             |

| Lokomotiven für Drehstrom 10 kV, 45 Hz (Strecke Rom–Sulmona) | Lokomotiven für Drehstrom 10 kV, 45 Hz (Strecke Rom–Sulmona) | Lokomotiven für Drehstrom 10 kV, 45 Hz (Strecke Rom–Sulmona) | Lokomotiven für Drehstrom 10 kV, 45 Hz (Strecke Rom–Sulmona) | Lokomotiven für Drehstrom 10 kV, 45 Hz (Strecke Rom–Sulmona)            |
| Gruppe                                                       | Bahnnummer(n)                                                | Baujahr                                                      | Bauart                                                       | Bemerkungen                                                             |
| ------------------------------------------------------------ | ------------------------------------------------------------ | ------------------------------------------------------------ | ------------------------------------------------------------ | ----------------------------------------------------------------------- |
| E.470                                                        | E.470.001–004                                                | 1925–1926                                                    | 1'D1'                                                        |                                                                         |
| E.471                                                        | E.471.001                                                    | 1928                                                         | 1'D1'                                                        | Bau unterbrochen; auf den Fahrgestellen wurden die E.440 der FAV gebaut |
| E.472                                                        | E.472.001–017                                                | 1925–1931                                                    | 1'D1'                                                        |                                                                         |
| E.570                                                        | E.570.001–004                                                | 1925                                                         | E                                                            |                                                                         |

| Lokomotiven für Gleichstrom 3 kV | Lokomotiven für Gleichstrom 3 kV                        | Lokomotiven für Gleichstrom 3 kV         | Lokomotiven für Gleichstrom 3 kV                                          | Lokomotiven für Gleichstrom 3 kV                                                                           |
| Gruppe                           | Bahnnummer(n)                                           | Baujahr                                  | Bauart                                                                    | Bemerkungen                                                                                                |
| -------------------------------- | ------------------------------------------------------- | ---------------------------------------- | ------------------------------------------------------------------------- | --- |
| E.321                            | E.321.001–020 E.321.101–120                             | 1959–1963                                | C                                                                         | |
| E.322                            | E.322.101–120                                           | 1961–1964                                | C                                                                         | ohne Führerstand, in Paar mit E.321.101–120                                                                |
| E.323                            | E.323.001–020 E.323.101–105 E.323.201–205               | 1966–1967, 1970–1971 1966–1967 1970–1971 | C                                                                         | |
| E.324                            | E.324.101–105 E.324.201–205                             | 1966–1967 1970–1971                      | C                                                                         | ohne Führerstand, in Paar mit E.323.101–105 ohne Führerstand, in Paar mit E.323.201–205                    |
| E.326                            | E.326.001–012                                           | 1930–1932                                | 2'Co 2'                                                                   | |
| E.400                            | E.400.001–003                                           | 1929                                     | Bo'Bo'                                                                    | ex FAP |
| E.402A                           | E.402.001–005 E 402.006–045                             | ? 1994–1996                              | Bo'Bo'                                                                    | Versuchslokomotiven –                                                                                      |
| E.402B                           | E.402.101–180                                           | 1998–2000                                | Bo'Bo'                                                                    | Mehrzwecklokomotive 3 kV =, 25 kV 50 Hz~                                                                   |
| E.403                            | E.403.001–024                                           | 2005–2008                                | Bo'Bo'                                                                    | Mehrzwecklokomotive 3 kV =, 25 kV 50 Hz~                                                                   |
| E.404                            | E.404.001–004 E.404.100–159 E.404.500–559 E.404.600–659 | Bo'Bo'                                   | Versuchslokomotiven – Mehrzwecklokomotiven 3 kV =, 1,5 kV =, 25 kV 50 Hz~ | |
| E.405                            | E.405.001–042                                           | 1998–2002                                | Bo'Bo'                                                                    | |
| E.412                            | E.412.001–020                                           | 1996–1998                                | Bo'Bo'                                                                    | Mehrzwecklokomotive 3 kV =, 15 kV 16 ⅔ Hz~                                                                 |
| E.414                            | E.414.100–159                                           | 2007–?                                   | Bo'Bo'                                                                    | Umbau aus der Gruppe E.404.100                                                                             |
| E.424                            | E.424.001–158 E.424 239...358                           | 1942–1943, 1947–1951 1986–?              | Bo'Bo'                                                                    | – Umbau für Wendezüge                                                                                      |
| E.428                            | E.428.001–242                                           | 1934–1943                                | (2'Bo)(Bo 2')                                                             | |
| E.434                            | E.434.068                                               | 1954                                     | Bo'Bo'                                                                    | Umbau aus der Gruppe E.424                                                                                 |
| E.444                            | E.444.001–117                                           | 1967–1975                                | Bo'Bo'                                                                    | |
| E.444R                           | E.444R.006–117                                          | 1989–?                                   | Bo'Bo'                                                                    | Umbau aus der Gruppe E.444                                                                                 |
| E.447                            | E.447.023...114                                         | 1985–1987                                | Bo'Bo'                                                                    | Umbau aus der Gruppe E.444                                                                                 |
| E.453                            | E.453.001–002                                           | 1990                                     | Bo'Bo'                                                                    | |
| E.454                            | E.454.001–003                                           | 1989                                     | Bo'Bo'                                                                    | |
| E.464                            | E.464.001–?                                             | 1999–...                                 | Bo'Bo'                                                                    | |
| E.621                            | E.621.001–005                                           | 1942–1947                                | Co'Co'                                                                    | Umbau aus der Gruppe E.620                                                                                 |
| E.625                            | E.625.001–008                                           | 1927–1928                                | Bo'Bo Bo'                                                                 | später E.626                                                                                               |
| E.626                            | E.626.001–448                                           | 1927–1939                                | Bo'Bo Bo'                                                                 | |
| E.632                            | E.632.001–066                                           | 1980–1987                                | B'B'B'                                                                    | |
| E.633                            | E.633.001–240                                           | 1979–1988                                | B'B'B'                                                                    | |
| E.636                            | E.636.001–469                                           | 1940–1943, 1952–1962                     | Bo'Bo Bo'                                                                 | |
| E.645                            | E.645.001–105                                           | 1958–1965                                | Bo'Bo Bo'                                                                 | Einige umgebaut aus der Gruppe E.646                                                                       |
| E.646                            | E.646.001–210                                           | 1958–1967                                | Bo'Bo Bo'                                                                 | |
| E.652                            | E.652.001–126                                           | 1989–1994                                | B'B'B'                                                                    | |
| E.655                            | E.655.031...584                                         | 2003–2005                                | Bo'Bo Bo'                                                                 | Umbau aus der Gruppe E.656 (255 Loks)                                                                      |
| E.656                            | E.656.001...608                                         | 1975–1990                                | Bo'Bo Bo'                                                                 | Caimano, ursprünglich 461 Loks                                                                             |
| E.665                            |                                                         | (1980er Jahre)                           | Bo'Bo'Bo'                                                                 | aus E.632 abgeleitetes Projekt einer 6-achsigen Lok mit ungeteiltem Kasten und zweimotorigen Drehgestellen |
| E.666                            |                                                         | (1974–1981)                              | Co’Co’                                                                    | Projekt, nur Versuchsträger Simulacro gebaut                                                               |
| E.666                            |                                                         | (1980er Jahre)                           | Bo'Bo'Bo'                                                                 | aus E.633 abgeleitetes Projekt einer 6-achsigen Lok mit ungeteiltem Kasten und zweimotorigen Drehgestellen |

| Lokomotiven für Wechselstrom 25 kV, 50 Hz | Lokomotiven für Wechselstrom 25 kV, 50 Hz | Lokomotiven für Wechselstrom 25 kV, 50 Hz | Lokomotiven für Wechselstrom 25 kV, 50 Hz | Lokomotiven für Wechselstrom 25 kV, 50 Hz |
| Gruppe                                    | Bahnnummer(n)                             | Baujahr                                   | Bauart                                    | Bemerkungen                               |
| ----------------------------------------- | ----------------------------------------- | ----------------------------------------- | ----------------------------------------- | ----------------------------------------- |
| E.491                                     | E.491.001–019                             | 1987–1990                                 | Bo'Bo'                                    |                                           |
| E.492                                     | E.492.001–006                             | 1986–1990                                 | Bo'Bo'                                    |                                           |

Quelle: Giovanni Cornolò, Locomotive elettriche FS, Albertelli, 1994 (2. Auflage). ISBN 88-85909-97-3

### Diesellokomotiven
| Kleinlokomotiven | Kleinlokomotiven | Kleinlokomotiven                          | Kleinlokomotiven              | Kleinlokomotiven | Kleinlokomotiven                          |
| 1. Reihenschema  | 2. Reihenschema  | 2. Reihenschema                           | Baujahr                       | Achsformel       | Bemerkungen                               |
| 1. Reihenschema  | Gruppe           | Bahnnummer(n)                             | Baujahr                       | Achsformel       | Bemerkungen                               |
| ---------------- | ---------------- | ----------------------------------------- | ----------------------------- | ---------------- | ----------------------------------------- |
| 4001–4010        | 206              | 206.001–010                               | 1931–1935                     | B                | Typ Costamasnaga IV B; Anfangs Gruppe 006 |
| 4101–4171        | 207              | 207.001–071                               | 1931–1935                     | B                | Typ ABL IV B; Anfangs Gruppe 007          |
| 4172–4214        | 208I             | 208.005...099                             | 1939...1952                   | B                | Typ ABL IV N                              |
|                  | 208II            | 208.4001–4006                             | 1981                          | B                |                                           |
|                  | 209              | 209.001, 002, 004 209.003                 | 1962, 1971 1952               | B                | Typ ABL V A Typ ABL IV NLR                |
| 5001–5024        | 210              | 210.001–024                               | 1939–1946                     | B                | Typ ABL V N                               |
| 5025–5079        | 211              | 211.025–079                               | 1949–1951                     | B                | Typ ABL V NE                              |
|                  | R.212            | R.212.401–402                             | 1954                          | B                | Spurweite 950 mm                          |
|                  | 213I             | 213.901–921                               | 1934...1957                   | B                | Versammlungsgruppe; Einige ex DR Köf      |
|                  | 213II            | 213.4001–4003                             | 1982                          | B                |                                           |
|                  | 214              | 214.1001–1156 214.4001–4319 214.7001–7020 | 1970–1979 1979–1986 1964–1965 | B                |                                           |
|                  | 215              | 215.001–015                               | 1954–1956                     | B                | Typ ABL VII HT                            |
|                  | 216              | 216.0001–0055                             | 1965–1967                     | B                | Typ ABL VI B                              |
|                  | 218I             | 218.001–007                               | 1954–1955                     | B                | Typ ABL VII                               |

| Rangierlokomotiven | Rangierlokomotiven | Rangierlokomotiven                                           | Rangierlokomotiven | Rangierlokomotiven                   |
| Gruppe             | Bahnnummer(n) | Baujahr                                                      | Achsformel         | Bemerkungen                          |
| ------------------ | --- | ------------------------------------------------------------ | ------------------ | ------------------------------------ |
| 218II              | 218.6098 | 1971                                                         | B                  | Umbau von 225.6098                   |
| 225                | 225.2001–2002 225.2101–2150 225.5001–5045 225.6001–6020 225.6098–6099 225.7001–7014 225.7031–7033 225.7034 225.7051–7070 | 1955 1971–1978 1959–1961 1957 1955, 1958 1961 1966 1959–1963 | B                  | – 7014 ex IMA 002 ex IMA 004–007 –   |
| 234                | 234.2001–2018 234.3001–3018 234.3099                                                                                     | 1961–1962 1961 1957                                          | C                  |                                      |
| 235                | 235.0001–0017 235.3001–3018 235.3099 235.6001–6009 235.7001–7002                                                         | 1957–1958 1961 1957 1960 1957–1958                           | B                  | Typ ABL VII-XCB 12 – ex IMA 001, 003 |
| D.236              | D.236.001–003 | 1942                                                         | C                  | ex DR V 36                           |
| 245                | 245.0001–0058 245.1001–1020 245.2001–2020 245.2101–2286 245.6001–6124 245.8001–8003                                      | 1964–1968 1965–1967 1966 1976–1987 1963–1969 1958–1962       | C                  | Typ ABL X SEV –                      |
| 250                | 250.2001 | 1986                                                         | C                  | Umbau aus der Gruppe 245             |
| 255                | 255.2001–2030 255.2101                                                                                                   | 1991–? 1987                                                  | C                  |                                      |

| Rangier- und Zuglokomotiven | Rangier- und Zuglokomotiven     | Rangier- und Zuglokomotiven | Rangier- und Zuglokomotiven | Rangier- und Zuglokomotiven                |
| Gruppe                      | Bahnnummer(n)                   | Baujahr                     | Achsformel                  | Bemerkungen                                |
| --------------------------- | ------------------------------- | --------------------------- | --------------------------- | ------------------------------------------ |
| Ne 120                      | Ne 120.001–049                  | 1942–1943                   | Bo'Bo'                      | Anfangs 1200. Kriegslokomotive aus den USA |
| D.141                       | D.141.1001–1029                 | 1962–1964                   | Bo'Bo'                      |                                            |
| RD.142                      | RD.142.2001–2002                | 1981                        | B'B'                        | Spurweite 950 mm                           |
| D.143                       | D.143.3001–3049                 | 1966–1974                   | Bo'Bo'                      | Umbau aus der Gruppe Ne 120                |
| D.145                       | D.145.1001–1038 D.145.2001–2062 | 1982–1989 1983–1989         | Bo'Bo'                      |                                            |
| D.146                       | D.146.2001–2032                 | 2002–2005                   | B'B'                        |                                            |
| D.147                       | D.147.001                       | 2004                        | B'B'                        |                                            |
| 356                         | 356.001–004                     | 1942                        | (1A)(A1)                    | Kriegslokomotive                           |
| 372                         | 372.001–003                     | 1942                        | (1A)(A1)                    | Kriegslokomotive                           |
| Ne 700                      | Ne 700.001–004                  | 1941                        | C                           | Kriegslokomotive aus England               |

| Zuglokomotiven | Zuglokomotiven                                        | Zuglokomotiven                     | Zuglokomotiven | Zuglokomotiven             |
| Gruppe         | Bahnnummer(n)                                         | Baujahr                            | Achsformel     | Bemerkungen                |
| -------------- | ----------------------------------------------------- | ---------------------------------- | -------------- | -------------------------- |
| D.341          | D.341.1001–1068 D.341.2001–2035 D.341.4001 D.341.5001 | 1957–1963 1958–1963 1959 1957–1958 | Bo'Bo'         |                            |
| D.342          | D.342.2001 D.342.3001–3002 D.342.4001–4017            | 1962 1961–1962 1958–1962           | B'B'           |                            |
| D.343          | D.343.1001–1040 D.343.2001–2035                       | 1968–1970 1967–1970                | B'B'           |                            |
| D.345          | D.345.1001–1145                                       | 1974–1979                          | B'B'           |                            |
| D.442          | D.442.4001                                            | 1958                               | B'B'           |                            |
| D.443          | D.443.1001–1030 D.443.2001–2020                       | 1966–1968 1967–1968                | B'B'           |                            |
| D.445          | D.445.1001–1150                                       | 1974–1988                          | B'B'           |                            |
| D.449          | D.449.001–002                                         | 2008–2010                          | Bo'Bo'         | Umbau aus der Gruppe D.343 |
| D.461          | D.461.1001                                            | 1961                               | Co'Co'         |                            |

Quelle: Angelo Nascimbene, FS Locomotive diesel, Gulliver, 1992. ISBN 88-85361-05-6

### Dampftriebwagen
- FS ALv 72
- FS 60
- FS 80
- FS 85
- FS 86

### Elektrotriebwagen
| Elektrotriebwagen für Gleichstrom 650 V, Stromschiene | Elektrotriebwagen für Gleichstrom 650 V, Stromschiene | Elektrotriebwagen für Gleichstrom 650 V, Stromschiene | Elektrotriebwagen für Gleichstrom 650 V, Stromschiene | Elektrotriebwagen für Gleichstrom 650 V, Stromschiene | Elektrotriebwagen für Gleichstrom 650 V, Stromschiene | Elektrotriebwagen für Gleichstrom 650 V, Stromschiene |
| Gruppe                                                | Bahnnummer(n)                                         | Herkunft                                              | Baujahr                                               | Bauart                                                | Bemerkungen                                           |                                                       |
| ----------------------------------------------------- | ----------------------------------------------------- | ----------------------------------------------------- | ----------------------------------------------------- | ----------------------------------------------------- | ----------------------------------------------------- | ----------------------------------------------------- |
| E.10I                                                 | E.101–120                                             | RM 5111–5130                                          | 1901                                                  | Bo'Bo'                                                |                                                       |                                                       |
| E.10II                                                | E.100–107                                             |                                                       | 1932                                                  | Bo'Bo'                                                | Umgebaut zu E 623                                     |                                                       |
| E.15                                                  | E.151–155                                             | RM 5301–5305                                          | 1903–1904                                             | Bo'Bo'                                                |                                                       |                                                       |
| E.20                                                  | E.201–216                                             | RM 5131–5146                                          | 1903–1904                                             | (A1)(1A)                                              |                                                       |                                                       |
| E.60                                                  | E.600–615                                             |                                                       | 1932                                                  | Bo'Bo'                                                | Umgebaut zu E 623                                     |                                                       |

| Elektrotriebwagen für Drehstrom 3,6 kV 16,7 Hz | Elektrotriebwagen für Drehstrom 3,6 kV 16,7 Hz | Elektrotriebwagen für Drehstrom 3,6 kV 16,7 Hz | Elektrotriebwagen für Drehstrom 3,6 kV 16,7 Hz | Elektrotriebwagen für Drehstrom 3,6 kV 16,7 Hz | Elektrotriebwagen für Drehstrom 3,6 kV 16,7 Hz |
| Gruppe                                         | Bahnnummer(n)                                  | Herkunft                                       | Baujahr                                        | Bauart                                         | Bemerkungen                                    |
| ---------------------------------------------- | ---------------------------------------------- | ---------------------------------------------- | ---------------------------------------------- | ---------------------------------------------- | ---------------------------------------------- |
| E.1                                            | E.1–5                                          | RA 30                                          | 1902                                           | Bo'Bo'                                         |                                                |
| E.2                                            | E.21–25                                        | RA 32                                          | 1902                                           | Bo'Bo'                                         |                                                |

#### Elektrotriebwagen für Gleichstrom
- FS ALe 400 – Vorkriegstriebwagen mit Speiseabteil
- FS ALe 402 – Vorkriegstriebwagen mit Speiseabteil
- FS ALe 426/FS ALe 506 Treno ad Alta Frequentazione  – Doppelstock-Triebwagen
- FS ALe 501/FS ALe 502 Minuetto – Alstom Coradia Meridian
- FS ALe 540/FS ALe 660 – Vorkriegstriebwagen
- FS ALe 582
- FS ALe 601
- FS ALe 841
- FS ALe 642
- FS ALe 644/FS ALe 804
- FS ALe 724
- FS ALe 781 –  Umbau aus ALe 400
- FS ALe 782  –  Umbau aus ALe 402
- FS ALe 790/FS ALe 880 – Vorkriegstriebwagen
- FS ALe 792/FS ALe 882 – Vorkriegstriebwagen
- FS ALe 801/FS ALe 940
- FS ALe 803
- FS ALe 840
- FS ALe 881
- FS ALe 883

#### Elektrotriebwagen für Lokalbahnen, Normalspur
- FS AC 1–4 für die Überetscher Bahn
- FS MACD 701–702 für die Tauferer Bahn

#### Schmalspur
- FS 41/s für die Lokalbahn Trient–Malè
- FS 42/s für die Lokalbahn Trient–Malè

### Benzintriebwagen
- FS ALb 48
- FS ALUb 24
- FS ALB 56
- FS ALb 64
- FS ALHb 64
- FS ALb 80
- FS ALb 72
- FS ALn 72
- FS ALDb 101-103
- FS ALDUb 28
- FS ALDb 201-203

### Dieseltriebwagen

#### Normalspur
- FS ALDn 32
- FS ALDUn 220
- FS ALn 556
- FS ALn 40
- FS ALn 56
- FS ALDUn 28
- FS ALn 64
- FS ALn 80
- FS ALn 442/448
- FS ALn 501/FS ALn 502
- FS ALn 556
- FS ALn 663
- FS ALn 668
- FS ALn 772
- FS ALTn 444
- FS ALn 773/FS ALn 873
- FCU ALn 776
- FS ALn 880
- FS ALn 990
- FS ALn DAP

#### Schmalspur
- FS RALn 60

### Experimentaltriebwagen
- FS ALg 56
- FIAT Y 0160

### Elektrotriebzüge
| Elektrotriebzüge | Elektrotriebzüge | Elektrotriebzüge                                                                                              |
| Baureihe         | Baujahr          | Bemerkungen                                                                                                   |
| ---------------- | ---------------- | --- |
| ETR 103          | 2017–            | Pop (3-teilig)                                                                                                |
| ETR 104          | 2017–            | Pop (4-teilig)                                                                                                |
| ETR 200          | 1936–1941        | (3-teilig) ab 1960 wurden 14 Züge zu ETR 220 umgebaut, 2 Züge direkt zu ETR 220 P                             |
| ETR 220          | 1960–1964        | ETR 200 verlängert um einen Wagenkasten (4-teilig), alle Züge zu ETR 220 P oder ETR 220 AV umgebaut           |
| ETR 220 P        | 1966–1969        | ETR 220 mit gesteigerter Leistung                                                                             |
| ETR 220 AV       | 1970–1972        | ETR 220 mit gesteigerter Leistung und geänderter Übersetzung für Vmax 180 km/h, alle Züge zu ETR 240 umgebaut |
| ETR 240          | 1986–1989        | Umbau aus ETR 220 AV                                                                                          |
| ETR 250          | 1960             | Arlecchino (4-teilig) – verkürzte Version des Settebellos                                                     |
| ETR 300          | 1952–1959        | Settebello (7-teilig)                                                                                         |
| ETR 324          | 2014–2019        | Jazz (4-teilig)                                                                                               |
| ETR 400          | 2013-            | Frecciarossa 1000 ("Roter Pfeil")                                                                             |
| ETR 401          | 1976             | |
| ETR 421          | 2018–            | Rock (4-teilig)                                                                                               |
| ETR 425          | 2014–2019        | Jazz (5-teilig)                                                                                               |
| ETR 450          | 1987–1993        | |
| ETR 460          | 1993–1996        | |
| ETR 463          | 1996             | Umbau aus der Baureihe ETR 460, Zweisystem-Ausrüstung für 3 kV und 1,5 kV                                     |
| ETR 470          | 1993–1996        | Bezeichnung der ETR 460 von Cisalpino, Zweisystem-Ausrüstung für 3 kV und 15 kV                               |
| ETR 480          | 1997–1999        | |
| ETR 485          | 2004–2005        | Umbau aus der Baureihe ETR 480, Zweisystem-Ausrüstung für 3 kV und 25 kV                                      |
| ETR 500          | 1992–2005        | Frecciarossa ("Roter Pfeil")                                                                                  |
| ETR 521          | 2018–            | Rock (5-teilig)                                                                                               |
| ETR 526          | 2014–2019        | Jazz (6-teilig)                                                                                               |
| ETR 600          | seit 2007        | Frecciargento ("Silberpfeil")                                                                                 |
| ETR 610          | seit 2007        | Bezeichnung der ETR 600 von Cisalpino                                                                         |
| ETR 621          | 2018–            | Rock (6-teilig)                                                                                               |
| ETR 700          | 2008–2013        | Bezeichnung der AnsaldoBreda V250 (ehemals Fyra)                                                              |
| ETS 11           | 1940             | Salonzug von Mussolini                                                                                        |

Quelle: Il mondo dei treni

### Dieseltriebzüge
- FS ATR 100
- FS ATR 220Tr
- FS ATS 1
- HTR 312 / HTR 412 Blues, die Triebzüge sind zusätzlich mit Akkumulatoren ausgerüstet und für den Gleichstrombetrieb unter Oberleitung geeignet

## Lokomotiven und Triebwagen der Ferrovie Nord Milano

### Dampflokomotiven
| Dampflokomotiven    | Dampflokomotiven    | Dampflokomotiven    | Dampflokomotiven      | Dampflokomotiven | Dampflokomotiven |
| Baureihe            | Baureihe            | Baureihe            | Baujahr               | Bauart           | Bemerkungen      |
| 1. Schema (ab 1879) | 2. Schema (ab 1887) | 3. Schema (ab 1940) | Baujahr               | Bauart           | Bemerkungen      |
| ------------------- | ------------------- | ------------------- | --------------------- | ---------------- | ---------------- |
| 1–6                 | 101–106             | –                   | 1879                  | B                |                  |
| 10–14               | 21–25               | –                   | 1879                  | B1               |                  |
| 31–32               | 31–32               | –                   | 1880                  | C                |                  |
| 40–41               | 61–62               | –                   | 1885–1887             | C                |                  |
|                     | 41–44               | –                   | 1887                  | B1               | ex FNS 10–12     |
|                     | 41–44               | –                   | 1908                  | 2'B              | Umbau            |
|                     | 51–56               | 250                 | 1886–1887, 1915       | C                | ex FNS           |
|                     | 71–77               | 270                 | 1888, 1897, 1902      | C                | ex FNS           |
|                     | 201–207             | 200                 | 1883                  | B                | ex SFT           |
|                     | 251–262             | –                   | 1895–1896, 1903, 1908 | 2'B              |                  |
|                     | 281–296             | 280                 | 1909–1911, 1923–1927  | 2'C              |                  |
|                     | 301–303             | –                   | 1884                  | C                | ex SFT           |
|                     | 401–411             | 240                 | 1907–1912             | D                |                  |
|                     | 421–428             | 220                 | 1924                  | 1'D              |                  |
|                     |                     | 290                 | 1931                  | 1'C2'            |                  |

| Dampfbetriebene Tramlokomotiven 1888 von der Società Ferrovie del Ticino übernommen; Einsatz: Straßenbahn Como–Fino–Saronno | Dampfbetriebene Tramlokomotiven 1888 von der Società Ferrovie del Ticino übernommen; Einsatz: Straßenbahn Como–Fino–Saronno | Dampfbetriebene Tramlokomotiven 1888 von der Società Ferrovie del Ticino übernommen; Einsatz: Straßenbahn Como–Fino–Saronno |
| Baureihe | Baujahr | Bauart |
| --- | --- | --- |
| 1–5 | 1880 | C |
| 11–12 | 1881 | C |

| Dampfbetriebene Tramlokomotiven 1889 von der Società Belga übernommen; Einsatz: Straßenbahn Mailand–Saronno | Dampfbetriebene Tramlokomotiven 1889 von der Società Belga übernommen; Einsatz: Straßenbahn Mailand–Saronno | Dampfbetriebene Tramlokomotiven 1889 von der Società Belga übernommen; Einsatz: Straßenbahn Mailand–Saronno |
| Baureihe | Baujahr | Bauart |
| --- | --- | --- |
| 01–03 | 1879–1880                                                                                                   | B |
| 04 | 1877 | B |
| 05–07 | 1908 | B |

### Elektrolokomotiven
| Elektrolokomotiven | Elektrolokomotiven | Elektrolokomotiven | Elektrolokomotiven | Elektrolokomotiven |
| Gruppe             | Bahnnummer(n)      | Baujahr            | Bauart             | Bemerkungen        |
| ------------------ | ------------------ | ------------------ | ------------------ | ------------------ |
| E.600              | E.600-1–6          | 1927–1928          | Bo'Bo'             |                    |
| E.610              | E.610-01–04        | 1949               | Bo'Bo'             |                    |
| E.620              | E.620-01–06        | 1984–1985          | B B                |                    |
| E.630              | E.630-01–09        | 1993               | Bo'Bo'             | ex ČD 163          |
| E.640              | E.640-01–08        | 1968               | Bo'Bo'             | ex SŽ 342          |
| E.660              | E.660-51           | 1968               | Bo'Bo Bo'          | ex HŽ 1061         |
| E.661              | E.661-01–02        | 1970               | Bo'Bo Bo'          | ex HŽ 1061         |

### Diesellokomotiven
| Diesellokomotiven | Diesellokomotiven | Diesellokomotiven | Diesellokomotiven | Diesellokomotiven                     |
| Gruppe            | Bahnnummer(n)     | Baujahr           | Bauart            | Bemerkungen                           |
| ----------------- | ----------------- | ----------------- | ----------------- | ------------------------------------- |
| Cn                | Cn 531 Cn 532–533 | 1966 1963         | ?                 | ex SNFT Überetscher Bahn dann ex SNFT |
| Cne               | Cne 510–519       | 1961, 1963, 1980  | C                 | ex SNFT                               |
| D 343             | D 343.1034        | 1969              | BB                | ex SNFT                               |
| DE 145            | DE 145-01–03      | 1994–1995         | Bo'Bo'            | Typ FS D 145.1000                     |
| DE 500            | DE 500-01–05      | 1971, 1975        | Bo'Bo'            |                                       |
| DE 510            | DE 510-1–2        | 1967              | ?                 |                                       |
| DE 520            | DE 520-01–18      | 1968              | Bo'Bo'            | ex ČSD 753                            |
| 220               | 220-051           | 1955              | B B               | ex SNFT                               |

### Elektrotriebwagen
| Elektrotriebwagen | Elektrotriebwagen                                        | Elektrotriebwagen              | Elektrotriebwagen |
| Gruppe            | Bahnnummer(n)                                            | Baujahr                        | Bemerkungen |
| ----------------- | -------------------------------------------------------- | ------------------------------ | --- |
| E.700             | E.700-01–14 E.700-15–17 E.700-18–19 E.700-20–22 E.700-23 | 1928–1932 1940, 1942 1948 1956 | – motorisierte Beiwagen der Reihe E.800 Umbau aus der Reihe E.710I motorisierte Beiwagen der Reihe E.800 Versuchstriebwagen der Reihe E.740 |
| E.710I            | E.710-01–02                                              | 1932                           | |
| E.710II           | 2006–...                                                 | ?                              | Typ TSR |
| E.720I            | E.720-01–03                                              | 1939                           | motorisierte Beiwagen der Reihen E.800 und E.810; ab 1948 Reihe E.730                                                                       |
| E.720II           | 2008–...                                                 | ?                              | Typ Alstom Coradia |
| E.740             | E.740-01–07 E.740-08–16 E.740-17–24                      | 1951 1953–1954 1957            | motorisierte Beiwagen der Reihe E.800 – |
| E.750I            | E.750-01–02                                              | 1947                           | motorisierte Beiwagen der Reihe E.820 |
| E.750II           | E.750-01–18 E.750-19–24                                  | 1981–1984 1992–1993            | Typ FS ALe 724 Typ FS ALe 582 |
| E.760             | E.760-001–027                                            | 1998–2002                      | Typ TAF |
| E.761             | E.761-001–027                                            | 1998–2002                      | Typ TAF |

| Elektrotriebzüge | Elektrotriebzüge | Elektrotriebzüge | Elektrotriebzüge               |
| Gruppe           | Bahnnummer(n)    | Baujahr          | Bemerkungen                    |
| ---------------- | ---------------- | ---------------- | ------------------------------ |
| ETR 421          |                  | 2019-            | Typ Caravaggio                 |
| ETR 104          |                  | 2022-            | Typ Donizetti (Coradia Stream) |

### Dieseltriebwagen
| Dieseltriebwagen | Dieseltriebwagen                                                                | Dieseltriebwagen                    | Dieseltriebwagen | Dieseltriebwagen |
| Gruppe           | Bahnnummer(n)                                                                   | Baujahr                             | Achsformel       | Bemerkungen |
| ---------------- | ------------------------------------------------------------------------------- | ----------------------------------- | ---------------- | --- |
| M-1              | –                                                                               | 1924                                | ?                | |
| Md 500           | Md 500-01–02                                                                    | 1931                                | ?                | anfangs Md 1/2-1–2; Schienenbus                                                                                               |
| Md 510           | Md 510-01–03                                                                    | 1934                                | 1 Ao             | anfangs Md 1/2-11–13; Schienenbus                                                                                             |
| Md 520           | Md 520-01–03                                                                    | 1939                                | (1A)(A1)         | Typ FS ALn 556.2200 |
| ALn 668          | ALn 668-111–114 ALn 668-121–122 ALn 668-123–126 ALn 668-131–133 ALn 668-141–148 | 1960 1979 1983 1987, 1991 1993–1995 | ?                | ex SNFT; Typ FS ALn 668.2400 ex SNFT; Typ FS ALn 668.1000 ex SNFT; Typ FS ALn 668.3100 ex SNFT; Typ FS ALn 663 Typ FS ALn 663 |

| Dieseltriebzüge | Dieseltriebzüge | Dieseltriebzüge | Dieseltriebzüge | Dieseltriebzüge     |
| Gruppe          | Bahnnummer(n)   | Baujahr         | Achsformel      | Bemerkungen         |
| --------------- | --------------- | --------------- | --------------- | ------------------- |
| ATR 115         | ?               | 2011–...        | 2'Bo'2'         | Typ Stadler GTW 2/6 |
| ATR 220         | ?               | 2008–2011       | Bo'2'2'Bo'      | Typ Pesa Atribo     |
| ATR 803         | 803 001–030     | 2021–2024       | Bo' 2'2'2' Bo'  | Typ Stadler Flirt   |

- Quelle: Giovanni Cornolò, Ferrovie Nord Milano in tre secoli, CRA-FNM, 2006.

## Lokomotiven und Triebwagen der Ferrovia Suzzara–Ferrara

### Dampflokomotiven
| Dampflokomotiven | Dampflokomotiven | Dampflokomotiven           | Dampflokomotiven | Dampflokomotiven                                                                    |
| Bahnnummer(n)    | Baujahr          | Hersteller                 | Bauart           | Bemerkungen                                                                         |
| ---------------- | ---------------- | -------------------------- | ---------------- | ----------------------------------------------------------------------------------- |
| 1–5              | 1887             | Maffei                     | C                | Nr. 1 Sermide; Nr. 2 Villafranca; Nr. 3 Ferrara; Nr. 4 Mantova und Nr. 5 Belfiore   |
| 11–15            | 1887             | Maffei, Eisenwerk Hirschau | 1B               | Nr. 11 Secchia; Nr. 12 Panaro; Nr. 13 Reno; Nr. 14 Mincio; Nr. 15 Po                |
| 16               | 1925             | Maffei                     | 1B               | Nr. 16 Piave                                                                        |
| 21–24            | 1902–1911        | Maffei                     | C                | Nr. 21 Virgilio (1903); Nr. 22 Ariosto; Nr. 23 Dante (1910); Nr. 24 Petrarca (1911) |

### Diesellokomotiven
| Diesellokomotiven | Diesellokomotiven | Diesellokomotiven | Diesellokomotiven | Diesellokomotiven   |
| Bahnnummer(n)     | Baujahr           | Hersteller        | Achsformel        | Bemerkungen         |
| ----------------- | ----------------- | ----------------- | ----------------- | ------------------- |
| 1                 | 193?              | Fiat              | ?                 | Schienenkraftwagen  |
| M.52              | 1932              | Ganz              | 1A                | ex SAF              |
| LD.61–62          | 1953–1954         | Deutz             | C                 | ex FVS; Typ DR V 36 |
| 121               | 1953              | Romaro            | 1'B1'             | ex FPP              |
| 220               | 1956–1957         | Krauss-Maffei     | B'B'              | ex DB 220           |

### Dieseltriebwagen
| Dieseltriebwagen | Dieseltriebwagen                            | Dieseltriebwagen              | Dieseltriebwagen | Dieseltriebwagen       | Dieseltriebwagen                                              |
| Gruppe           | Bahnnummer(n)                               | Baujahr                       | Hersteller       | Achsformel             | Bemerkungen                                                   |
| ---------------- | ------------------------------------------- | ----------------------------- | ---------------- | ---------------------- | ------------------------------------------------------------- |
| ALn 56           | ALn 56.01, 03 ALn 56.119, 136               | 1936 1935                     | Fiat             | (1A)2'+2'(A1) (1A)(A1) | ex Straßenbahn Bologna; Doppeleinheit Umgebaute ALb 56 der FS |
| ALn 556          | ALn 556.1230 ... 1292                       | 1937                          | Fiat             | (1A)(A1)               | ex FS                                                         |
| ALn 663          | ALn 663.019–021                             | 1989                          | Fiat             | (1A)(A1)               | Typ ALn 663 FS                                                |
| ALn 668          | ALn 668.05–10 ALn 668.11–12 ALn 668.013–018 | 1959–1962 1968–1970 1978–1980 | Fiat, OM Fiat    | (1A)(A1)               | Typ ALn 668.1400 FS 11 ex ALn 668.1999 FS Typ ALn 668.3000 FS |
| ALn 72           | ALn 72.01–04                                | 1936                          | Fiat             | (1A)(A1)               |                                                               |

- Quelle: Alessandro Muratori, La Ferrovia Suzzara–Ferrara. Passato presente futuro in cento anni di esercizio, Editoriale del Garda, 2008. ISBN 88-85105-00-9

## Lokomotiven und Triebwagen der Società Nazionale Ferrovie e Tranvie

### Dampflokomotiven
| Dampflokomotiven | Dampflokomotiven | Dampflokomotiven | Dampflokomotiven | Dampflokomotiven | Dampflokomotiven  |
| Gruppe           | Bahnnummer(n)    | Baujahr          | Hersteller       | Bauart           | Bemerkungen       |
| ---------------- | ---------------- | ---------------- | ---------------- | ---------------- | ----------------- |
| 1                | 1–7              | 1907             | CEMSA            | C                |                   |
| 10               | 11–13            | 1914             | OM               | C                |                   |
| 20               | 21–24            | 1911             | Borsig           | B'B              | Mallet-Lokomotive |
| 30               | 31–33            | 1925             | OM               | C                |                   |
| 40               | 41–43            | 1933             | OM               | C                |                   |
| 50               | 51–57            | 1909–1910        | Borsig           | B'B              | Mallet-Lokomotive |

| Straßenbahn-Dampflokomotiven | Straßenbahn-Dampflokomotiven | Straßenbahn-Dampflokomotiven | Straßenbahn-Dampflokomotiven |
| Bahnnummer(n)                | Baujahr                      | Hersteller                   | Bauart                       |
| ---------------------------- | ---------------------------- | ---------------------------- | ---------------------------- |
| 11–13                        | 1907                         | ?                            | B                            |

### Diesellokomotiven
| Diesellokomotiven | Diesellokomotiven | Diesellokomotiven   | Diesellokomotiven | Diesellokomotiven |
| Bahnnummer(n)     | Baujahr           | Hersteller          | Achsformel        | Bemerkungen       |
| ----------------- | ----------------- | ------------------- | ----------------- | ----------------- |
| Cn 501            | 1954              | Breda               | B'B'              |                   |
| Cn 531            | 1967              | Badoni              | B                 |                   |
| Cn 532–533        | 1963              | Jenbach             | B                 | ex FEAR           |
| Cne 510–519       | 1961–1963, 1980   | Breda, Reggiane     | C                 |                   |
| 220.051           | 1955              | Krauss-Maffei / MaK | B'B'              | ex DB             |

## Elektrotriebzüge der Italo S.p.A.
| Elektrotriebzüge   | Elektrotriebzüge | Elektrotriebzüge | Elektrotriebzüge                           | Elektrotriebzüge |
| Bahnnummer(n)      | Baujahr          | Hersteller       | Achsformel                                 | Bemerkungen      |
| ------------------ | ---------------- | ---------------- | ------------------------------------------ | ---------------- |
| AGV, ETR 575       | 2010–2012        | Alstom           |                                            |                  |
| Italo EVO, ETR 675 | 2015–            | Alstom           | Bo'Bo'+Bo'Bo'+2'2'+2'2'+2'2'+Bo'Bo'+Bo'Bo' |                  |